# Euphorbia altotibetica
Euphorbia altotibetica es una especie fanerógama perteneciente a la familia Euphorbiaceae. Es originaria del Tíbet, China (Gansu), Qinghai.

## Descripción
Son hierbas perennes que alcanzan un tamaño de 15-30 cm de altura. Con un corto rizoma, profundamente enterrado, de 8-20 cm × 3-6 mm de espesor. Tallos solitarios o en pequeños grupos, de 5 mm de espesor, parte vegetativo a menudo corto y poco visible, a menudo con un verde más brillante, suave y lampiño. Hojas alternas, aumentando de tamaño hasta el tallo; estípulas ausentes. Inflorescencia una pseudoumbela terminal, a veces compuesta. Estípite ciatio de 4 mm; involucro ampliamente campanulado, 2.5 a 3.5 × 4-6 mm, glabro, lóbulos oblongos. El fruto es una cápsula ovoide-globosa, de 4-5 × 4-5 mm, glabra. Semillas ovoides-globosas, 2.5-3 × 1.8 a 2.3 mm, beige pálido con vetas de color marrón, liso, mate, con la línea adaxial oscura. Fl. y fr. mayo-agosto.

## Distribución y hábitat
Se encuentra en los pastizales a lo largo de laderas de orillas de los lagos; a una altitud de 2800-3900 metros en Gansu (Gaotai, Jiuquan), Ningxia (Yanchi), Qinghai, Xizang.

## Taxonomía
Euphorbia altotibetica fue descrita por Ove Wilhelm Paulsen in Hedin y publicado en Southern Tibet, Botany 6(3): 56. 1922
Etimología
Euphorbia: nombre genérico que deriva del médico griego del rey Juba II de Mauritania (52 a 50 a. C. - 23), Euphorbus, en su honor – o en alusión a su gran vientre –  ya que usaba médicamente Euphorbia resinifera. En 1753 Carlos Linneo asignó el nombre a todo el género.
altotibetica: epíteto latino que significa "oculta".
Sinonimia
- Euphorbia przewalskii Prokh.
- Galarhoeus altotibeticus (Paulsen) Prokh.
- Tithymalus altotibeticus (Paulsen) Prokh.
- Tithymalus przewalskii (Prokh.) Soják[5][6]